# Anilore Banon
Pour les articles homonymes, voir Banon.
Anilore Banon, née en 1957 à Casablanca, est une sculptrice française, spécialisée dans les œuvres monumentales, 

## Biographie

### Famille
Née à Casablanca, Anilore Banon grandit et étudie à Paris et vit successivement à Los Angeles, Pekin, Milan et New York. Ses sculptures sont « la métaphore d'une humanité debout ».
Elle a créé la sculpture monumentale Les Braves installée sur la plage du débarquement Omaha Beach reliée à Les Braves II en 2023 au War Memorial  Michigan USA. Elle projette d'envoyer une sculpture, gravée d'un million d'empreintes de mains sur la lune, en symbole d'une humanité rassemblée, le projet VITAE.
En 2015, son exposition Peaux d'âmes traite des violences faites aux femmes dans le monde.

« Les sculptures d’Anilore Banon sont debout, debout comme les corps de nos ancêtres et comme les nôtres depuis 10 millions d’années, debout comme les colonnes des temples de nos cultures depuis 10 milliers d’années, debout comme l’offrande solennelle aux Hommes et aux Dieux, debout comme la proclamation, la mise en garde, la dissuasion, debout comme la curiosité, la vigilance, la voyance, debout comme la liberté, la responsabilité, la dignité. »

— Yves Coppens, Catalogue d'exposition «  Statues de liberté » 2000)

## Vitae Project
Depuis 2011, Anilore Banon s’est lancée dans une odyssée artistique et scientifique : Vitae Project, une sculpture sur la Lune.
Vitae Project a pour ambition de réunir les êtres humains de tous les continents autour d’une sculpture participative, respirante, qui sera installée sur la Lune et visible de la Terre à certains moments choisis, grâce aux faisceaux lumineux portés par les personnages centraux.
La sculpture portera gravée sur sa surface (le « cocon ») les empreintes d’un million de mains recueillies autour du monde. Il y a 20 000 ans, nous avons déposé les empreintes de nos mains sur les murs de grottes. Aujourd’hui, nous refaisons ce geste sur Vitae qui a pour mission de les déposer sur la Lune.
Vitae est conçue pour être transportée vers la Lune et pour s’animer  sur l’astre au rythme de la chaleur du Soleil, grâce aux matériaux à mémoire de forme (personnages) et du Kapton (peau) qui la composent. Fermée le jour lunaire, elle s’ouvrira la nuit et déploiera son « humanité » au-dessus du million de mains gravées sur sa peau.
Les études des faisabilités ont été menées par les équipes scientifiques de Dassault Systèmes, et l’ingénieur de l’espace Shaun Whitehead, directeur technique du projet.
L’Odyssée Vitae a passé avec succès les premières étapes vers son voyage lunaire: Vitae I : études terrestres et maquettes (2009-2012). Le 30 octobre 2012, Vitae II effectue son premier voyage vers la stratosphère. Un ballon atmosphérique est lancé par l'équipe de Vitae depuis « Les Braves » à Omaha Beach (Saint-Laurent-sur-mer, France).
Le 19 février 2017, Vitae III effectue son deuxième voyage. Lancée depuis Cap Canaveral avec le concours de NanoRacks (en) et de la NASA, la sculpture est embarquée à bord du vol historique Dragon SpaceX-10 (en), en direction la Station spatiale internationale (ISS) pour être étudiée en micro-gravité par l’équipe d’astronautes, dont fait partie le Français Thomas Pesquet.

## Récompenses
- Chevalier de l'ordre national du Mérite (2023)
- Lauréate du French American art show.

## Expositions
- 1989 : Bestype, New York
- 1989 : Artspace, New York
- 1991 : Fondation Deutsch, Lausanne,
- 1992 : Fondation d'entreprise Ricard, Paris
- 1992 : Mamac, Nice
- 1992 : Galerie Nishido, Tokyo
- 1994 : Salon Lucie Faure, Paris
- 1995 : Galerie Thorigny, Paris.
- 1995 : World Economic Forum, Davos
- 1995 : Fête des Arts, Nesle
- 1996 : Monnaie de Paris
- 2000 : Place Vendôme, 10 commandements, Paris
- 2004 : Hôtel Matignon, Paris
- 2004 : Les Braves, Omaha Beach, Normandie[8]
- 2009 : Galerie Serge Aboukrat et le CNES, Paris
- 2009 : Église de la Madeleine, Paris
- 2009 : Jardin des rires, Hôpital Debré
- 2010 : Galerie Catherine Houard, Paris
- 2010 : Palais Muravioff Apostol, Moscou
- 2011 : Art Miami/Art Basel
- 2011 : Exposition "French Week" Ricart Galery, Miami
- 2011 : Lauréate du concours artistique "Paris-Miami Art Show"
- 2012 : Grand Palais Art en Capital, Paris
- 2013 : Drouot Paris "Les Visiteurs d’un Soir", Exposition de groupe
- 2013 : Biennale Art Contemporain, Viroflay
- 2013 : Grand Palais Art en Capital, Paris
- 2013 : Musée de la Légion d’Honneur, Paris (en cours jusqu'en septembre 2014)
- 2015 : Peaux d'Âmes, Paris, mairie du IXe [4]
- 2017 : Send me to the Moon, Chine (exposition itinérante à travers le pays)
- 2017 : Vitae project, ISS (Station spatiale internationale), mars 2017[9]

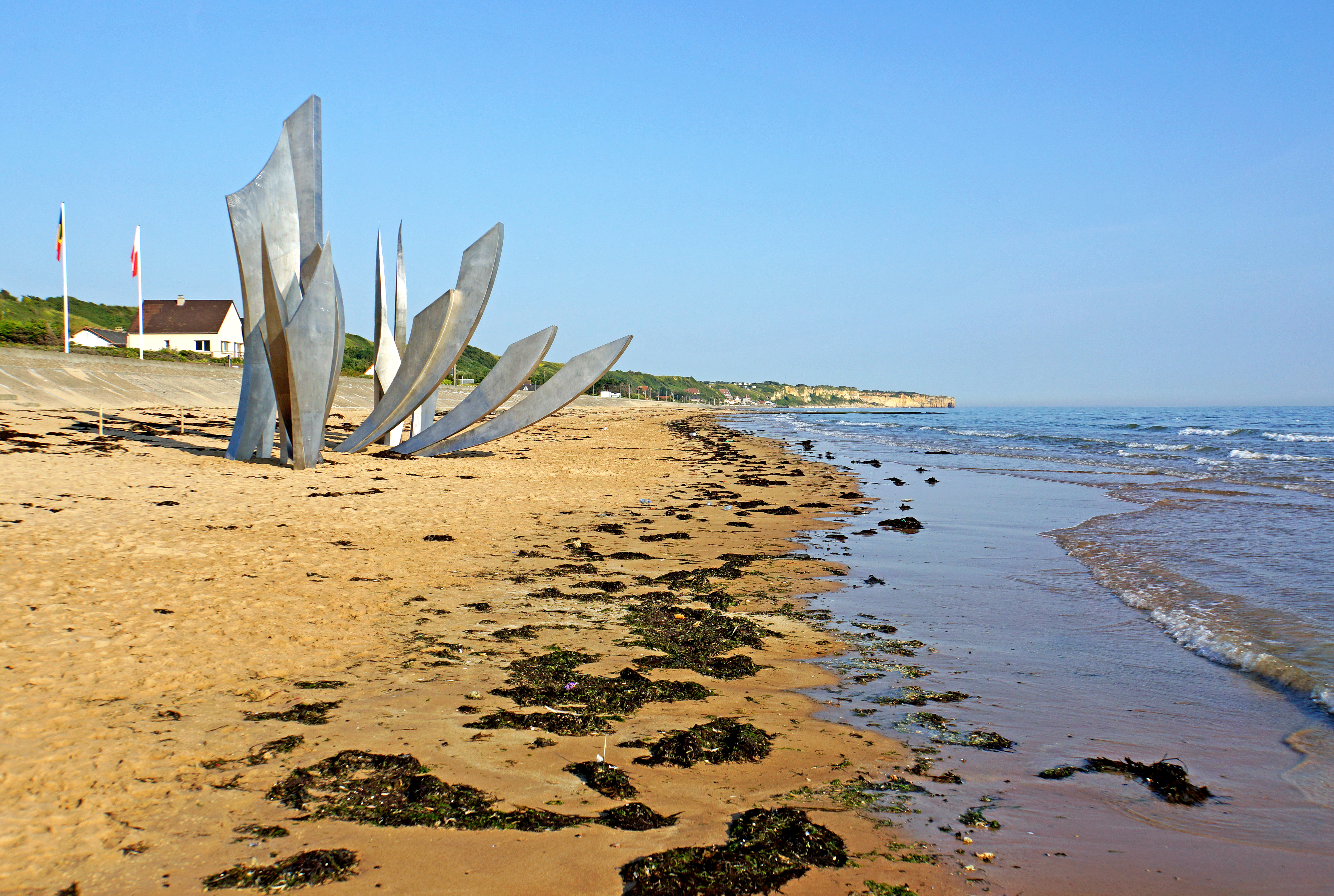
Les Braves
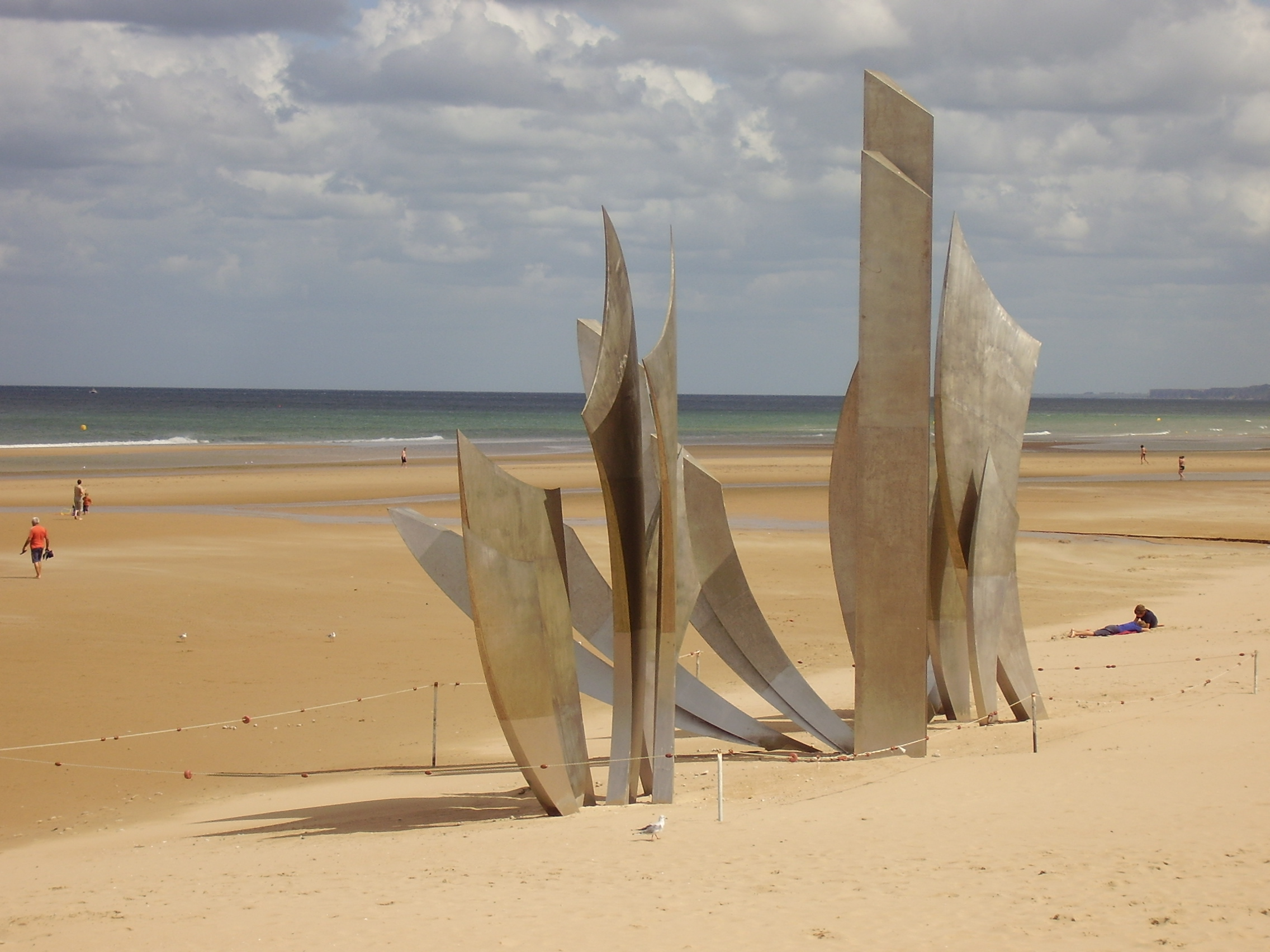
Les Braves
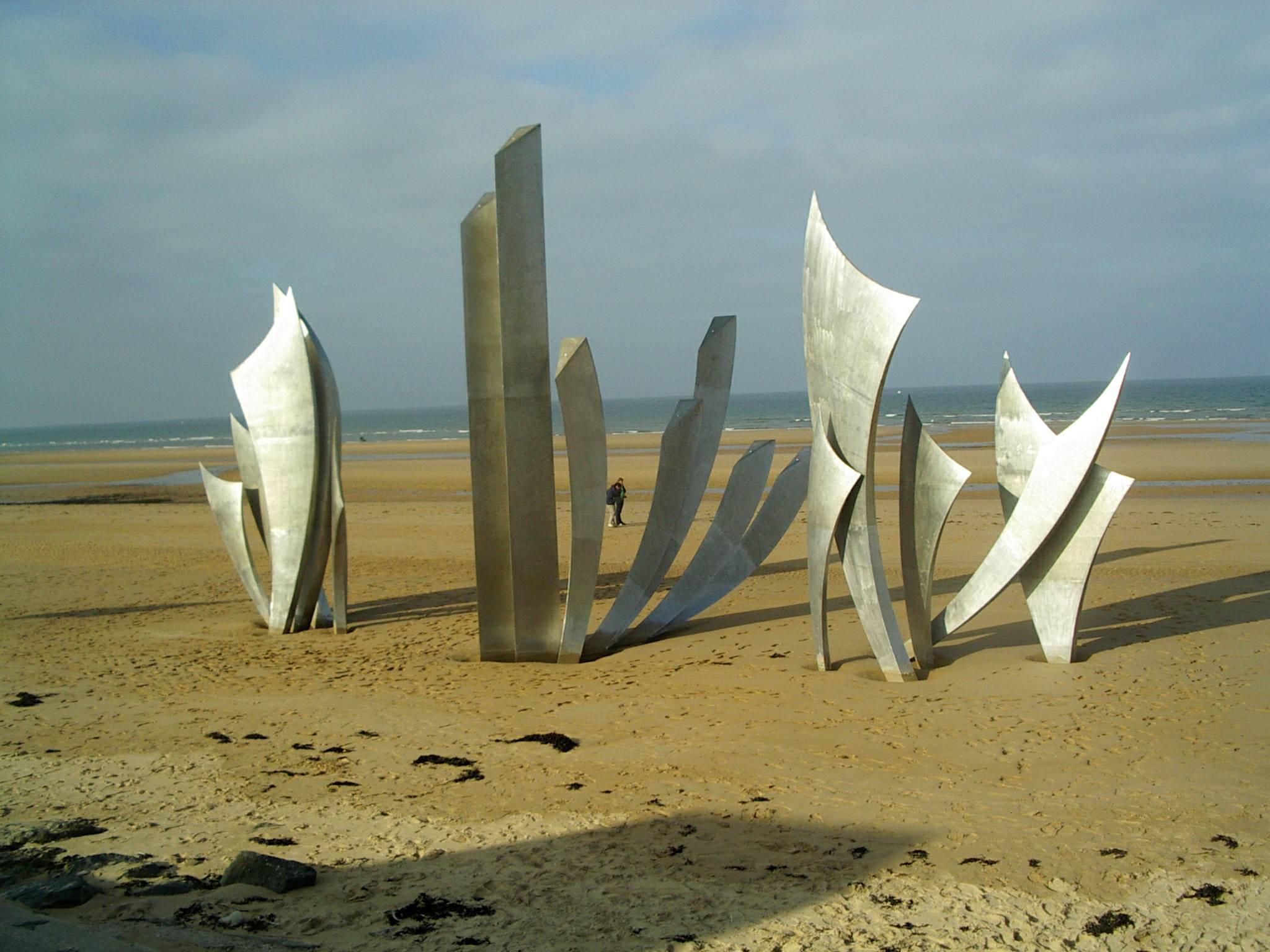
Les Braves
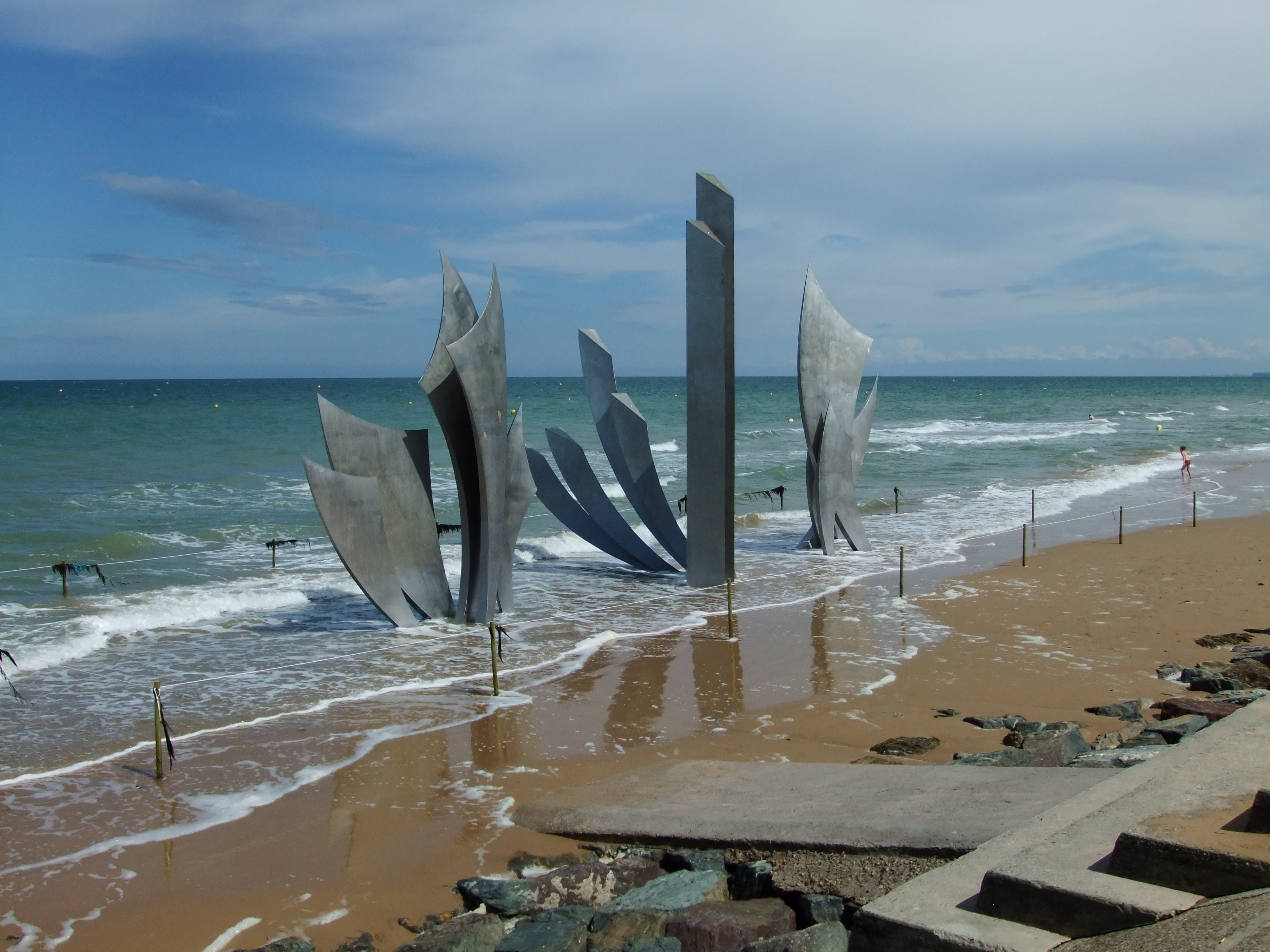
Les Braves
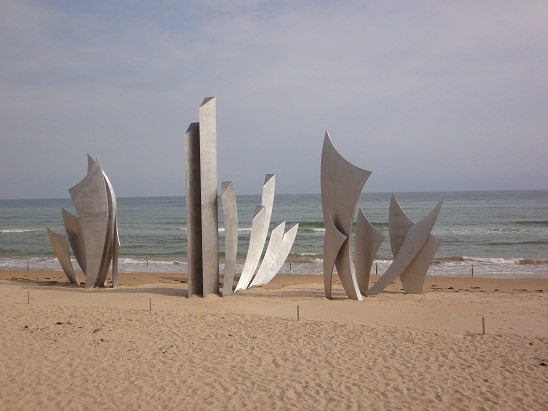
Les Braves
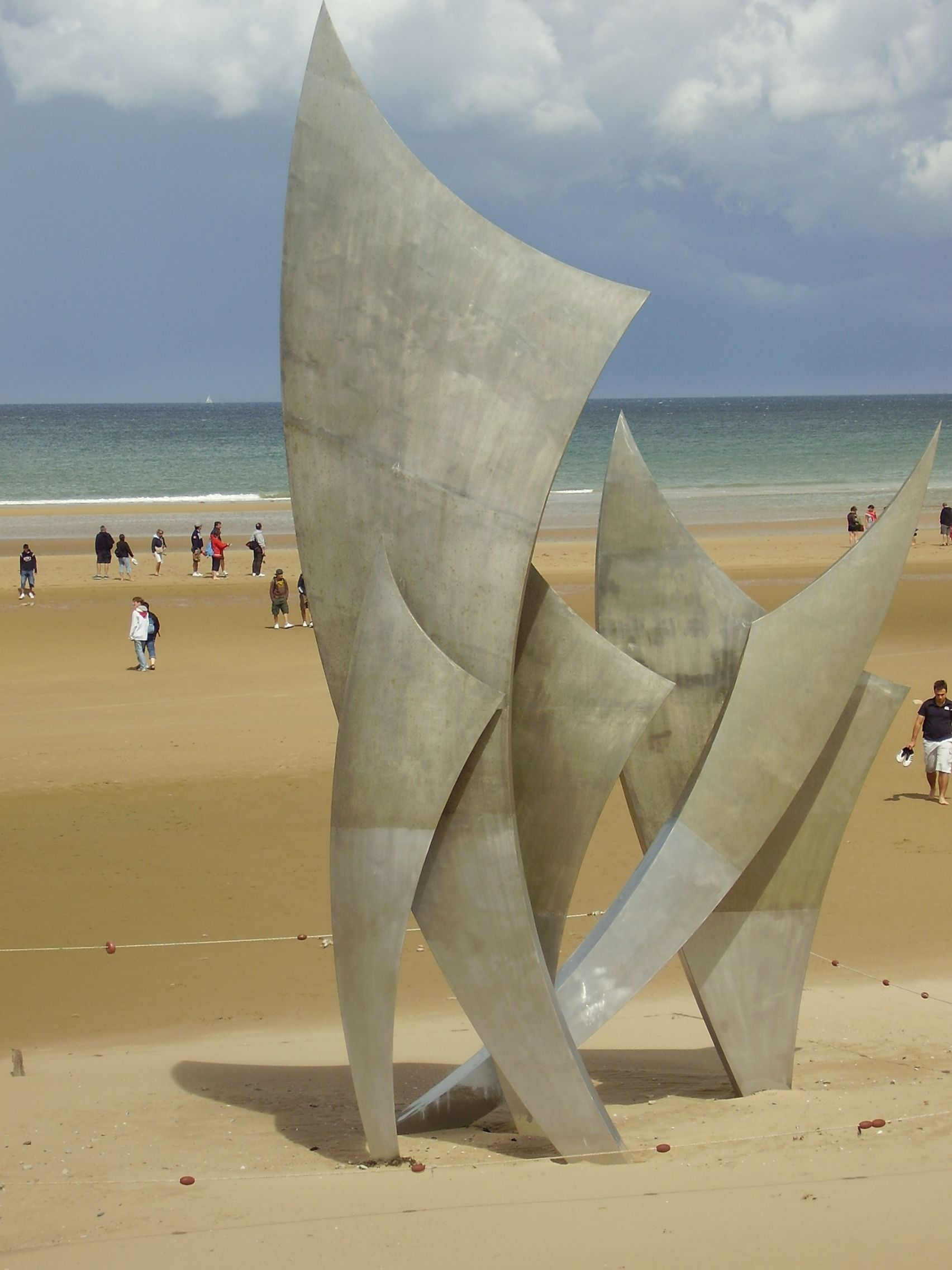
Les Braves
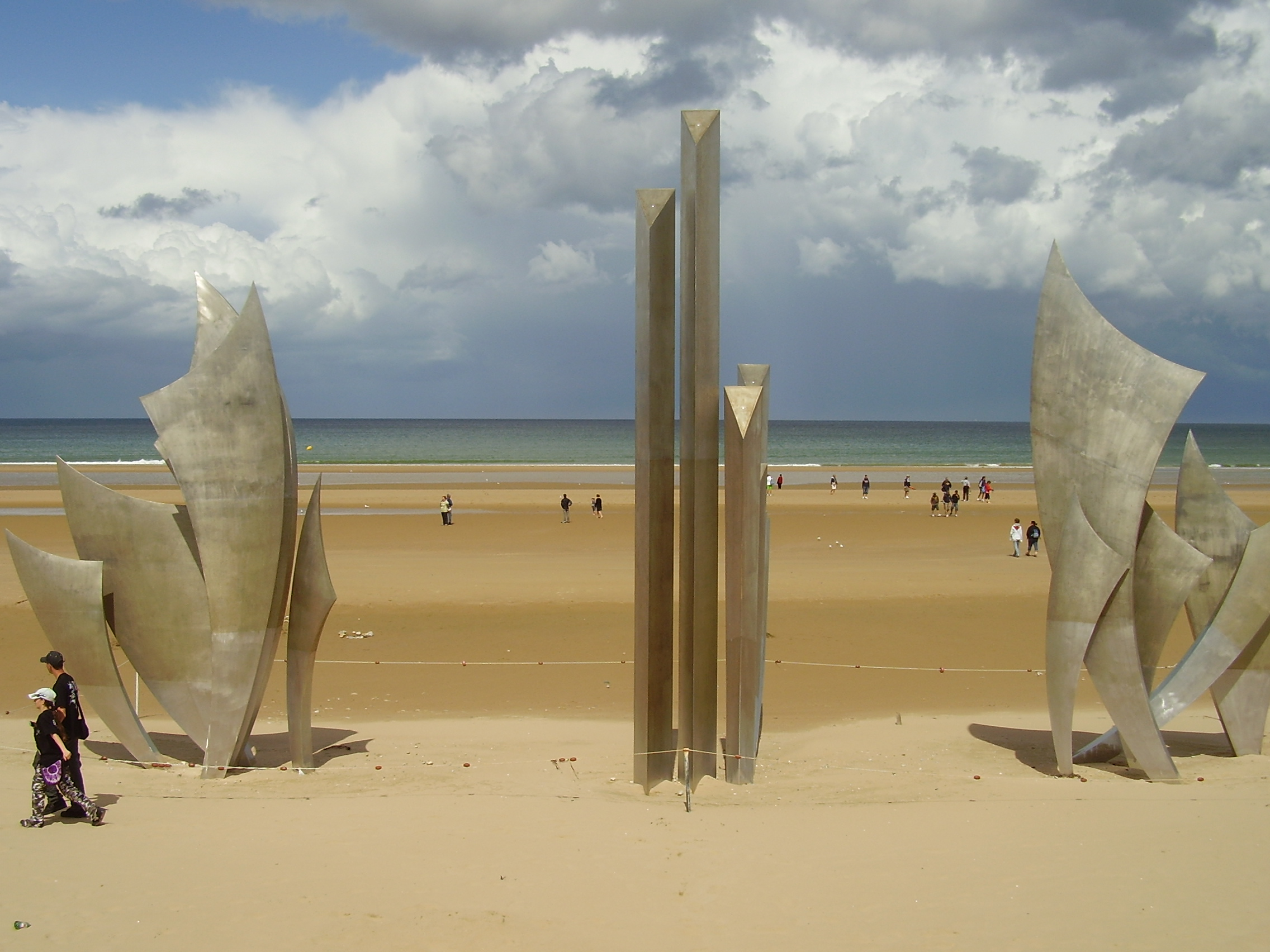
Les Braves